# Catherine E. Coulson
Catherine Elizabeth Coulson (Elmhurst, 22 de outubro de 1943 – Ashland, 28 de setembro de 2015) foi uma atriz americana de teatro, cinema e televisão, que também teve várias funções em bastidores de notáveis produções cinematográficas. Ela ficou conhecida por ter interpretado Margaret Lanterman, a excêntrica Log Lady (br: Senhora do Tronco) da cultuada série de televisão Twin Peaks.

## Biografia
Nascida em Illinois, Catherine foi criada no Sul da Califórnia. Sua mãe, Elizabeth Fellegi, era uma bailarina e vaudevilliana; seu pai, era um produtor de rádio e televisão e executivo de relações públicas para a Walt Disney, entre outras empresas. Sua família foi destaque em um programa de rádio chamado Breakfast with the Coulsons. Logo após o seu nascimento, a família mudou-se para o Sul da Califórnia; ela estudou teatro no Scripps College (onde teve um BA) em Claremont, e na Universidade Estadual de São Francisco (onde teve um MFA). Aos quinze anos começou sua carreira de atriz no teatro, onde se estabeleceu. 
No início da década de 1970, começou a trabalhar como assistente de direção e assistente de câmera para o filme de terror Eraserhead (1977), estrelado por seu marido Jack Nance e escrito, dirigido e produzido por David Lynch. Apesar de ser creditada só com essas duas funções, ela também forneceu fundos adicionais para o filme, pois na época trabalhava como garçonete e doou seu rendimento, entre outras coisas. David contou que ela começou a meditar ao mesmo tempo que ele nesse período.
Em 1974, Catherine estrelou o curta-metragem The Amputee como uma mulher sem pernas, outro trabalho de David Lynch.
Durante as filmagens de Eraserhead, David disse a Catherine que ele tinha uma visão dela segurando um grande tronco. Quinze anos depois ele criou um semelhante papel para ela em Twin Peaks, na qual ela foi recorrente nas duas temporadas como a Log Lady e ficou conhecida internacionalmente. Catherine ainda fez participações como a personagem em Twin Peaks: Fire Walk with Me (1992) e em um episódio especial (2010) de Psych em homenagem aos 20 anos de Twin Peaks. Catherine estava se preparando para voltar a interpretar a personagem nos novos episódios encomendados pelo Showtime para 2017, mas faleceu.
Outros trabalhos como assistente de câmera além do primeiro de sucesso de David Lynch Eraserhead, incluem: The Killing of a Chinese Bookie (1976), Opening Night (1977), Star Trek II: The Wrath of Khan (1982) e  Night on Earth (1991).

### Teatro
A primeira temporada de Catherine no Oregon Shakespeare Festival (OSF) foi em 1994, e ela se apresentou em mais de 50 produções ao longo de 22 temporadas no OSF. Entre seus papéis favoritos estavam Clara Stepanek em "The Magic Fire" (1997 no OSF, 1998 no Kennedy Center); "By the Waters of Babylon" (2005) de Robert Schenkkan; uma peça escrita para ela pelo dramaturgo; Sra. Gottlieb em "Dead Man’s Cell Phone" (2009); Big Mama em "Cat on a Hot Tin Roof" (2010); Mattie Fae Aiken em "August: Osage County" (2011); Granny, Giant e Milky White em "Into the Woods" (2014); e General Matilda B. Cartwright e Conjunto em "Guys and Dolls" (2015).
Ela também trabalhou no Ensemble Theatre of Santa Barbara, Denver Center, San Jose Repertory Theatre e Mark Taper Forum.

## Vida pessoal
Catherine foi casada duas vezes. Ela se casou com o ator Jack Nance em 1968, mas em 1976 eles se divoricaram. Desde a década de 1980 estava casada com Marc Sirinsky, um rabino com quem teve uma filha, Zoey (nascida em 1987). Sua união com Marc a levou a se converter ao judaísmo.
Em 28 de setembro de de 2015, foi confirmado que a atriz faleceu de complicações de câncer em sua casa em Ashland, Oregon.

## Filmografia
| Televisão | Televisão  | Televisão                     | Televisão |
| Ano       | Título     | Papel                         | Notas |
| --------- | ---------- | ----------------------------- | --- |
| 2012      | Portlandia | Marionberry Farmer            | Temporada 2, Episódio 11                                                                                       |
| 2010      | Psych      | Log Lady                      | Participação: Temporada 5, Episódio 12                                                                         |
| 1990–1991 | Twin Peaks | Margaret Lanterman (Log Lady) | Recorrente: Temporada 1, Episódios 1, 2, 4 e 6 Recorrente: Temporada 2, Episódios 1, 2, 7, 11, 17, 18, 21 e 22 |

| Cinema | Cinema                         | Cinema                         | Cinema                                           |
| Ano    | Título                         | Papel                          | Notas                                            |
| ------ | ------------------------------ | ------------------------------ | ------------------------------------------------ |
| 2014   | Twin Peaks: The Missing Pieces | Margaret Lanterman (Log Lady)  | Cenas deletadas de Twin Peaks: Fire Walk with Me |
| 2013   | Redwood Highway                | Susie                          |                                                  |
| 2012   | Walk-In                        | ...                            |                                                  |
| 2009   | Calvin Marshall                | Carramae                       |                                                  |
| 1995   | The Four Diamonds              | ...                            | Telefilme                                        |
| 1994   | The Secret Life of Houses      | Enfermeira Chefe               |                                                  |
| 1992   | Ring of the Musketeers         | Lisa                           |                                                  |
| 1992   | Twin Peaks: Fire Walk with Me  | Margaret Lanterman (Log Lady)  | Participação                                     |
| 1991   | Another You                    | Enfermeira                     |                                                  |
| 1991   | Femme Fatale                   | Irmã Mary                      |                                                  |
| 1982   | Trick or Treats                | Enfermeira Reeves              |                                                  |
| 1974   | The Amputee                    | Mulher com as pernas amputadas | Curta-metragem                                   |